# Not Myself Tonight
"Not Myself Tonight" pjesma je američke pjevačice Christine Aguilere s njenog četvrtog studijskog albuma Bionic. Pjesma je objavljena kao debitantski singl s albuma 13. travnja 2010. godine.
Pjesmu je napisao pjevač i tekstopisac Ester Dean, a Polow da Don ju je producirao i surađivao na tekstu. "Not Myself Tonight" elektropop je pjesma na kojoj se koristi sintsajzer i plemenski bubnjevi. Njen tekst govori o poprimanju drugačije osobnosti na plesnom podiju. 
Pjesma "Not Myself Tonight" primila je većinom pozitivne recenzije od glazbenih kritičara, koji su pohvalili njenu klupsku prirodu i Aguilerine vokale na pjesmi; neki su kritičari čak rekli da je to njena najbolja brza pjesma poslije "Dirrty" iz 2002. godine. Pjesma je postigla srednje dobar uspjeh na top ljestvicama, dospijevajući na jedno od prvih 40 mjesta u državama poput Australije, Novog Zelanda, Švedske i SAD-a, a na jedno od prvih 20 mjesta u Kanadi, Japanu, Slovačkoj, Nizozemskoj i Ujedinjenom Kraljevstvu. Također je dospjela na prvo mjesto američke ljestvice Hot Dance Club Play. 
Videospot za pjesmu ima S&M temu, a prikazuje Aguileru u raznim kostiimima inspirasinim ropstvom. Videospot je primio podijeljene recenzije od glazbenih kritičara, koji su hvalili njegovu estetiku, ali nazvali ga neoriginalnim. Aguilera je izvodila pjesmu "Not Myself Tonight" 7. Svibnja 2010. godine u The Oprah Winfrey Show.

## Pozadina
23. ožujka 2010. godine, nakon 24-satnog odbrojavanja na njenoj službenoj stranici, Aguilera je otkrila da će "Not Myself Tonight" biti ime prvog singla s njenog novog albuma. Istog dana objavljen je i izgled omota singla, koji prikazuje Aguileru obučenu kao vražicu u sportskom kostimu od lateksa, podvezicama i lancima. Tekst pjesme objavljen je dan kasnije, a 26. ožujka objavljeno je 18 sekundi pjesme. Pjesma je trebala imati premijeru 30. ožujka na Aguilerinoj službenoj stranici, no stavljena j na njenu A.P.E. radijsku postaju ranije tog dana. Službena premijera na američkom radiju bila je 5. travnja 2010. godine, a u mnogim ostalim državama 13. travnja 2010. godine.

## Kritički osvrt
Pjesma je primila pozitivne recenzije od kritičara, koji su pohvalili Aguilerin povratak zvuku i stilu "Dirrty" perioda. 

## Popis pjesama
- Digitalno preuzimanje [9]

1. "Not Myself Tonight" (Clean or Explicit) – 3:04

- Australski CD singl[10]

1. "Not Myself Tonight" (čista inačica)
2. "Not Myself Tonight" (super čista inačica)
3. "Not Myself Tonight"
4. "Not Myself Tonight" (Instrumental)
5. "Not Myself Tonight" (Call Out Hook)

- Njemački maxi singl[11]

1. "Not Myself Tonight"
2. "Not Myself Tonight" (Mark Roberts Ultimix) [Dirty]
3. "Not Myself Tonight" (Jody den Broeder Radio)

## Glazbene ljestvice i certifikacije

### Glazbene ljestvice
| Ljestvica (2010.)       | Najviša pozicija |
| ----------------------- | ---------------- |
| Australija              | 22               |
| Austrija                | 26               |
| Belgija (Flandrija)     | 24               |
| Belgija (Valonija)      | 9                |
| Češka                   | 38               |
| Europa                  | 41               |
| Japan                   | 3                |
| Kanada                  | 11               |
| Mađarska                | 2                |
| Nizozemska              | 18               |
| Novi Zeland             | 32               |
| Njemačka                | 24               |
| Rusija                  | 12               |
| SAD (Billboard Hot 100) | 23               |
| SAD Hot Dance Club Play | 1                |
| SAD Pop Songs           | 14               |
| Slovačka                | 12               |
| Španjolska              | 32               |
| Švedska                 | 34               |
| Švicarska               | 42               |
| Ujedinjeno Kraljevstvo  | 12               |

### Godišnje ljestvice
| Ljestvica (2010.) | Pozicija |
| ----------------- | -------- |
| Japan             | 72       |

### Certifikacije
| Država     | Izdavač | Certifikacija |
| ---------- | ------- | ------------- |
| Australija | ARIA    | zlatna        |

## Povijest objavljivanja
| Država                 | Datum             | Format                |
| ---------------------- | ----------------- | --------------------- |
| Australija             | 13. travnja 2010. | digitalno preuzimanje |
| Belgija                | 13. travnja 2010. | digitalno preuzimanje |
| Kanada                 | 13. travnja 2010. | digitalno preuzimanje |
| Danska                 | 13. travnja 2010. | digitalno preuzimanje |
| Francuska              | 13. travnja 2010. | digitalno preuzimanje |
| Finska                 | 13. travnja 2010. | digitalno preuzimanje |
| Grčka                  | 13. travnja 2010. | digitalno preuzimanje |
| Irska                  | 13. travnja 2010. | digitalno preuzimanje |
| Italija                | 13. travnja 2010. | digitalno preuzimanje |
| Meksiko                | 13. travnja 2010. | digitalno preuzimanje |
| SAD                    | 13. travnja 2010. | digitalno preuzimanje |
| Ujedinjeno Kraljevstvo | 9. svibnja 2010.  | digitalno preuzimanje |
| Australija             | 7. svibnja 2010.  | CD singl              |
| Njemačka               | 21. ožujka 2010.  | CD singl              |

| Država | Datum            | Vrsta                               |
| ------ | ---------------- | ----------------------------------- |
| Svijet | 30. ožujka 2010. | Premijera na službenoj web stranici |
| SAD    | 30. ožujka 2010. | A.P.E. radio                        |
| SAD    | 5. travnja 2010. | airplay                             |
| SAD    | 6. travnja 2010. | Mainstream radio                    |